# Diekirch (district)
Het District Diekirch is een voormalig district van het Groothertogdom Luxemburg dat bestond uit de Kantons:
1. Clervaux
2. Diekirch
3. Redange
4. Vianden
5. Wiltz

Het district grensde in het noorden en westen aan België, in het zuiden aan het district Luxemburg en in het oosten aan het district Grevenmacher en aan de Duitse deelstaat Rijnland-Palts. Op 3 oktober 2015 zijn de drie districten van Luxemburg opgeheven.